# Dekanat Bogatynia
Dekanat Bogatynia – jeden z 28 dekanatów w rzymskokatolickiej diecezji legnickiej.

## Parafie
W skład dekanatu wchodzi 9 parafii:
- Parafia Niepokalanego Poczęcia Najświętszej Maryi Panny – Bogatynia
- Parafia św. Maksymiliana Marii Kolbego – Bogatynia
- Parafia św. Marii Magdaleny – Bogatynia
- Parafia Świętych Apostołów Piotra i Pawła – Bogatynia
- Parafia św. Bartłomieja – Działoszyn
- Parafia św. Jana Chrzciciela – Krzewina
- Parafia Narodzenia Najświętszej Maryi Panny – Opolno-Zdrój
- Parafia Najświętszego Serca Pana Jezusa – Porajów
- Parafia Narodzenia Najświętszej Maryi Panny – Osiek Łużycki[1]